# ザ・ソプラノズ 哀愁のマフィア
『ザ・ソプラノズ 哀愁のマフィア』（ザ・ソプラノズ あいしゅうのマフィア、原題：The Sopranos）は、HBO製作のアメリカ合衆国のテレビドラマ。同局の大人向け看板番組。1999年から2007年にかけて全6シリーズ86話で完結し、日本ではWOWOWで放送されたほか、スーパー!ドラマTVでも放送された。

## 概要
ストレス社会に生きるイタリア系マフィアのボスとその周囲の人々の人間模様を描いたテレビドラマである。マフィアを時に生々しく、時にユーモラスに描き、バイオレンス、過激なセリフ、性描写によって全米では子供の視聴を禁じる成人指定になった。ニュージャージー州を実際に仕切っているデカヴァルカンテ一家がモデルとされ、主人公のトニーはヴィンセント・"ヴィニー・オーシャン"・パレルモを元にしたとされている。
裏社会の過激なドラマが描かれる一方で、夫婦や親子など家族のリアルで複雑な人間模様が展開することやこのドラマの1話あたりの制作費に2億円をかけ従来のハリウッド方式に従わず、物語の舞台であるニュージャージーで撮影を敢行して本物の空気、迫力を表現した。このことからマスコミから現代的でリアル、そしてより多くのテーマを扱っていると絶賛され、高視聴率を得た。6シーズンというロングランヒットを経て、2007年で最終回を迎えた。
放送開始以来、エミー賞を96個のノミネート、通算17回受賞したほか、2004年にはネットワーク局以外のチャンネルが初めてシリーズ作品賞を受賞している。
2021年10月1日には、本作の前日譚にあたる映画『ソプラノズ ニューアークに舞い降りたマフィアたち』が公開された。主役のリチャード「ディッキー」・モルティサンティとして、アレッサンドロ・ニヴォラが主演を務める。また、本作ではジェームズ・ガンドルフィーニが演じた「トニー・ソプラノ」の若年時代を、ジェームズの息子であるマイケル・ガンドルフィーニが演じる。

## あらすじ
主人公、アンソニー・ソプラノ（通称、トニー）は、ニュージャージーを縄張りとしたマフィア、ディメオファミリーの有力者であったジョニー・ソプラノの長男。血筋も実力も十分にあるMafioso(マフィア）であるが、欠点もあった。ごくたまにではあるが医学的には解明出来ない原因不明のパニック症候群に悩まされ、隣人でありファミリードクターであるDr.クザマーノの勧めで精神科医・メルフィの下に通いだすことからストーリーは始まる。
トニーは、最初は警戒心を働かせながらも、彼女とのセラピーの中で徐々に自分自身の悩みや生い立ちを話していく。そのひとつとしてRICO ACT（日本で言う暴対法）から来るプレッシャーを話し始める。『ゴッドファーザー』や『グッドフェローズ』といった映画で見られるマフィアの華やかな時代とは違い、RICO法が施行されてからはどんな小さな犯罪もしくじればFBIのターゲットになってしまい、長い懲役が待っている。またFBIは次々と平気で司法取引を強行し、トニーの同業者に盗聴器を身に付けさせマフィアの力を削いでいく。
トニーの悩みは本業にとどまらず、実の母の一風変わった性格やわがままのせいで多くの問題が生まれる。また、カトリックで古く保守的な考えを持ったトニーにとって家族は彼のすべてであり、父親としては精一杯のことをしようというスタンスを持っていることもあり、教養のある精神科医に真剣に家族との関係についても相談する。
そんな悩み多きトニーではあるが、それでもマフィアのサラブレッドとして生まれ育ち、四十代前半にして豪邸を持ち、父や叔父よりも財政的にもはるかに上回っており、リーダーシップもあり実質上ボスとして周りには信頼されている。しかし、表向きにはCAPO（キャプテン＝幹部の一人）として、FBI対策にも万全を期している狡猾さも持ち合わせている。

## 登場人物
※右はシーズン1のソフト版のみの日本語吹替えキャスト

### ソプラノ家
アンソニー・ジョン・ソプラノ
演 - ジェームズ・ガンドルフィーニ、日本語吹替 - 池田勝 / 渡瀬恒彦
主人公でマフィアのボス。通称「トニー」。ストレスと悩みで精神科医のカウンセリングを受ける。ニューヨークとは友好関係を保っている他、議員ともコネがあるなど顔は広い。カウンセリングのきっかけが庭のプールに住み着いていた鴨が飛び立ってしまったという事であり、動物が好き。家族とマフィアという二つのファミリーの長として、様々な問題に頭を悩ませている。
カーメラ・ソプラノ
演 - イーディ・ファルコ、日本語吹替 - 藤生聖子 / 野沢由香里
トニーの妻。ソプラノ家を支える妻だが子育てや夫との関係でストレスを抱えている。豪奢な生活を好み、夫からの高価なプレゼントなども喜んで受け取っているが、その反面では自分が犯罪の収益で生計を立てている事に悩んでいる。不安定である収入を少しでも安定させ、自分と家族が暮らしてゆくために、度々経済的な自立を行うことを考える。
メドウ・ソプラノ
演 - ジェイミー＝リン・シグラー、日本語吹替 - 大原さやか / 小島幸子
ソプラノ家の長女。成績優秀且つコーラスクラブでソロを張るなど優等生だが反抗期に入っており、門限などの決まりを押しつけて来る母親と、自分の交際相手に口を挟む父親に度々抵抗している。トニ―の稼業を知っており、自分を叱る彼に皮肉な笑みを見せることもある。
アンソニー・ソプラノ・ジュニア
演 - ロバート・アイラー、日本語吹替 - 石田彰 / 喜田あゆ美
ソプラノ家の長男でメドウの弟。通称「A.J.」。娘とは対照的に悪ガキで学校の成績も悪く、両親の悩みの種。元々父親がマフィアである事は知らなかったが、シリーズが進み成長してゆくにつれその事を意識してゆく。
コラード・ソプラノ・ジュニア
演 - ドミニク・キアネーゼ、日本語吹替 - 塚田正昭 / 石森達幸
トニーの父方の叔父。通称「アンクル・ジュニア」。昔気質のマフィア。偏屈な性格でトニーとよく揉める。元々ボスになりたい願望が強く、ジャッキーがボスを務める事が決まった際も内心は納得しておらず、そのジャッキー死亡後はトニーがボスの座に近かったこともあり、一時両者は衝突寸前だった。最終的にFBIの目を彼に向けておく為、トニーの計らいによって形式上のボスの座につく。
ジャニス・ソプラノ
演 - アイダ・タトゥーロ、日本語吹替 - 伊倉一恵
トニーの姉。トラブルメーカーであり、トニーの頭痛の種の一つ。長らくシアトルに居たが、シーズン2でニュージャージー州に戻ってくる。リッチー・アプリールやラルフなど、トニーのライバルと度々交際していたが、後にボビー・バカラと結婚。
リヴィア・ソプラノ
演 -ナンシー・マーシャン、日本語吹替 - 瀬畑奈津子 /
トニーの母。認知症のせいか偏屈な性格で、トニーたちと折り合いが悪い。計算高く周囲の人間を操るような言動をする。自分を老人ホームに入れ、夫と暮らした家を売り払ったトニーに対する恨み節をよくジュニアにぶちまけている。
バーバラ・ギグリオーネ
演 - ニコール・バーデット、ダニエル・ディベッキオ
トニーとジャニスの妹。
ジョバンニ・フランシス・ソプラノ
演 - ジョセフ・シラヴォ
トニーの父親。通称「ジョニー・ボーイ」。故人のため回想でのみ登場する。当時のファミリーの幹部だったが、まだ若いトニーに自分の部下を継ぐことを言い遺し、肺気腫で亡くなった。

### ソプラノ・ファミリー
1950年代に組織されたイタリア系アメリカ人によるマフィア。ニュージャージー州を縄張りとする。元は初代ボスの名からディメオ・ファミリーと言われていたが、アンクル・ジュニアのボス就任後は現在の名で呼ばれる。実際にニュージャージー州に存在しているマフィア、デカヴァルカンテ・ファミリーがモデル。
シルヴィオ・マンフレッド・ダンテ
演 - スティーヴン・ヴァン・ザント、日本語吹替 - 楠大典 / 廣田行生
トニーの幼馴染であり、右腕。ファミリーの相談役を務める。トニーたちが溜まり場にしているストリップクラブ「Bada Bing!」のオーナー。血の気の多いマフィアの中にあって比較的冷静な人物だが、ギャンブルで負けが込むと辺り構わず怒鳴り散らす。
ピーター・ポール・ガルティエリ
演 - トニー・シリコ、日本語吹替 - 諸角憲一 / 稲葉実
通称「ポーリー・ウォルナッツ」。トニーの部下で、ジュニアの逮捕後トニーがボスに就任したのに伴い幹部へ昇進。融通の利かない堅物で、よくクリスと衝突する。陽気で行動派だが、感情の浮き沈みが激しく、良くも悪くもマフィアらしい性格。
クリストファー・モルティサンティ
演 - マイケル・インペリオリ、日本語吹替 - 加藤亮夫 / 大川透
トニーの甥（正確にはカーメラの甥）。通称「クリス」。血の気が多く短気で、先走った行動が多い。早く正式なメンバーになりたがっている。脚本を書くのが趣味で、映画を作りたい欲求がある。愛車はレクサス。
サルヴァトーレ・ボンペンシエロ
演 - ヴィンセント・パストーレ、日本語吹替 - 乃村健次 / 北川勝博
トニーの幼馴染で、ファミリーのメンバー。通称「ビッグ・プッシー」。ソプラノ家二代に渡って仕えている。FBIとの内通疑惑があがった前後、突然謎の失踪を遂げるが、シーズン2で何事もなかったかのようにトニーの前に姿を現す。
ジャコモ・アプリール
演 - マイケル・リスポリ
トニーの幼馴染で、物語開始時点でのファミリーのボス。通称「ジャッキー」。知る人皆に慕われる良きボスであったが、シリーズ序盤に癌で死去する。
リチャード・アプリール
演 - デヴィッド・プローヴァル
ジャッキーの兄。通称「リッチー」。刑務所にいたがシーズン2で出所し、ファミリーに復帰。トニーのゴミ回収事業を利用してのコカイン捌き、ジャニスとの交際などで彼と対立し、ジュニアに接近する。
ロバート・バッカリエリ・ジュニア
演 - スティーヴン・R・シリッパ
通称「ボビー・バカラ」。アンクル・ジュニアの世話役で、ジュニアの自宅軟禁中は彼の世話をしていた。登場初期はジュニアとトニーの間の連絡役だったが、後にトニーの下で出世する。父親もマフィアの一員であったため、殺人を経由せずに正式メンバーとなっている。心優しい性格で、鉄道模型が趣味。
フリオ・ジュンタ
演 - フェデリコ・カステルッチオ
トニーがナポリのカモーラと取引の結果呼び寄せた兵隊。トニーの運転手も勤めている。英語は話せるが、脅迫や悪態の場面ではイタリア語が出る。
ラルフ・シファレット
演 - ジョー・パントリアーノ
遊歩道の工事を仕切っている組織の稼ぎ頭。通称「ラルフィ」。トラブルメーカーで口が軽く、トニーには幹部の器ではないと思われている。だがジジの死亡後、選択肢を失くしたトニーによって幹部に任命される。ジャニス、次いでロザリーと恋仲になるが、どちらにもフラれている。異常性癖の持ち主。
パスクァーレ・パリシ
演 - ダン・グリマルディ
通称「パッツィ」。もともとはジュニアの部下だったが、トニーに引き抜かれる。双子の弟にフィリップ（演者同じ）がいたが、トニーに関する無視できない悪評を広めたけじめとしてジジに始末されている。
ヴィト・スパタフォーレ
演 - ジョセフ・R・ガナスコーリ
ラルフィの部下。後に彼の後を継ぎ幹部となるが、マフィアではタブーとなっているゲイ疑惑が浮上する。ニューヨークのフィル・レオタルドとははとこの関係。
ユージーン・ポンテコルヴォ
演 - ロバート・フナーロ
ラルフィの部下。ヴィトの同格として登場。正式メンバーになったタイミングがクリスと同じ。
ベニート・ファジオ
演 - マックス・カセラ
組織の準構成員。通称「ベニー」。クリスの仲間で、彼と同じくポーリーの下で働いていた。後にクリスが幹部に昇進すると彼の下で働く。
ジャンルイージ・セストーネ
演 - ジョン・フィオーレ
通称「ジジ」。リッチーの後を継ぎ幹部になるが、直後にトイレで心臓発作を起こし死ぬ。元々ジュニアの下に居たが、フィリップ・パリシを殺した事をきっかけにトニーの下へ動いていた。
カルロ・ジェルヴァーシ
演 - アーサー・J・ナスカレッラ
FBIに内通していたジミーの後を継ぎ幹部となり、後に組合を仕切る。
ローレンス・バリーシ
演 - トニー・ダロウ
組織の幹部。通称「ラリー・ボーイ」。シーズン1の最後に逮捕される。後に自宅軟禁となり、いとこから幹部の座を再び得るが、再逮捕される。
レイモンド・クート
演 - ジョージ・ロロス
幹部。シーズン1ではトニーに対し、ジャッキーの死後はトニーがボスの座に着くべきだと話していた。FBIと内通している。作中では珍しく、死後も内通者である事がファミリーのメンバーに知られなかった人物。
ミケーレ・ラマンナ
演 - ロバート・ロッジア
80年代の一斉検挙で逮捕された一人。通称「フィーチ」。70年代は大物で街の顔役だった。シーズン5での初登場以前から、彼の主宰するギャンブルにジャッキーと強盗に入った事で株を上げたというトニーに関する逸話の中に登場している。
アルバート・バリーシ
演 - リチャード・マルドーネ
ラリーのいとこ。通称「アリー・ボーイ」。彼が逮捕された後はクルーの代理幹部を務める。
ポール・ゲルマーニ
演 - カール・カポトート
ポーリーの「甥」。通称「リトル・ポーリー」。あまり気の強い方ではない。
マイケル・パルミーシ
演 - アル・サピエンザ
通称「マイキー・グラブ・バッグ」。ジュニアの相談役だったが、失敗したトニー暗殺計画の落とし前としてポーリーとクリスに始末される。トニーとは犬猿の仲であった。
ジェームズ・アルティエリ
演 - ジョー・バダルコ
幹部。通称「ジミー」。FBIと内通していたためシルヴィオとクリスに始末される。
ジェームズ・ザンコーネ
演 - レニー・ヴェニート
通称「マーマー」。クリスにくっついている組織の舎弟。
アンソニー・ブランデット
演 - スティーヴ・ブシェミ、日本語吹替 - 多田野曜平
トニーの母方の従兄弟。通称「トニーB」。80年代の一斉検挙で逮捕された一人。出所後は堅気になろうとしている。彼がニューヨークのボス争いに関与してしまった事から、本格的にニューヨークとニュージャージーは対立関係に陥ってしまう。

### ルパータッチ・ファミリー
ニューヨークの五大ファミリーの一つ。ソプラノ・ファミリーとは縄張りが隣り合っており、協力したり敵対したりを繰り返している。
ジョン・サクリモーニ
演 - ヴィンセント・カラトーラ
通称「ジョニー・サック」。ニューヨークのアンダーボス。ニュージャージーとの橋渡し的役割を担っており、トニーとの関係も深い。自宅はニュージャージーに置いている。トニーとは基本仲がいいが、彼に不満を持っていたポーリーを懐柔し情報を聞き出したりするなど、その関係は必ずしも単純なものではない。妻であるジニー・サクリモーニを深く愛しており、ラルフが彼女の体形に関する無遠慮なジョークを言った事をポーリーから聞いた際は、彼の殺害許可をカーマインに求めている。
カーマイン・ルパータッチ
演 - トニー・リップ
ニューヨークのボス。ニュージャージーとは長年に渡り友好関係を築いてきた。
リトル・カーマイン・ルパータッチ
演 - レイ・アブルッツォ
カーマインの息子。フロリダで商売をしている。トニーには友好的な面が多い。父親の死後、ボスの座を巡ってジョニー・サックと争いになる。
フィル・レオタルド
演 - フランク・ヴィンセント
80年代の一斉検挙で逮捕された一人。出所後は数々の要因でトニーたちと揉め、敵対関係に。
ウィリアム・レオタルド
演 - クリス・カルドヴィーノ
フィルの弟。通称「ビリー」。いつも兄にくっついて歩いているチンピラ。
ジェームズ・ペトリール
演 - ヴィニー・ヴェラ
通称「ジミー」。ジョニー・サックの相談役だが…。
アンジェロ・ガレペ
演 - ジョー・サントス
80年代の一斉検挙で逮捕された一人で、それまではファミリーの相談役を長年務めていた。トニーBのムショ仲間で、彼を息子のように慕っている。ファミリー内の抗争では、リトル・カーマイン側につく。
ラスティ・ミリオ
演 - フランキー・ヴァリ
ニューヨークの幹部。
ジョセフ・ペパレーリ
演 - ジョー・マルッゾ
通称「ジョー・ピープス」。ジョニーの手下で彼が目をかけている。
ファウスティーノ・サントロ
演 - ダニエル・コンテ
ニューヨークの幹部。通称「ドク」。
ジェラード・トチアーノ
演 - ジョン・ビアンコ
フィルの部下。通称「ジェリー」。シルヴィオとは夕食を共にする仲。
ブッチ・デ・コンチーニ
演 - グレッグ・アントナッチ
フィルの部下。ギョロっとした目が特徴。幹部であったがアンダーボスにまで上り詰める。ニュージャージーとの抗争の際にはトニーの殺害を強く望んだ。

### その他
ジェニファー・メルフィ
演 - ロレイン・ブラッコ、日本語吹替 - 永井美奈子→風間舞子 / 唐沢潤
精神科女医でトニーのカウンセラー。トニーを診察するうちに自分でもカウンセラーにかかるようになってしまう。
アドリアーナ・ラセルヴァ
演 - ドレア・ド・マッテオ、日本語吹替 - 桜澤凛 /
クリスの恋人。ジャッキーやリッチー・アプリールの姪。後にクリスが借金のカタに奪った店を任されるが、そこでの麻薬売買が原因でFBIに目をつけられる。暴力を振るわれ、時に喧嘩に陥りながらもクリスを支える。
アーサー・ブッコ・ジュニア
演 - ジョン・ヴィンティミリア
トニーの幼馴染。通称「アーティ」。父親の代から続くイタリアンレストラン「ベスビオ」を経営している。トニーにとっては唯一と言ってもいい、数少ない一般人の友人。
シャーメイン・ブッコ
演 - キャサリン・ナルドゥッチ
アーティの妻。トニーやカーメラとは高校時代からの友人。しかしトニーを含めマフィアが店に出入りする事を快く思わず、度々夫と口論になる。最終的に店に来る彼らの事は諦めた様子。高校時代、トニーと一度だけ寝た事がある。
ハーマン・ラブキン
演 - ジェリー・アドラー
通称「ヘッシュ」。トニーの父の代からの相談役だが、ユダヤ人なので正式な組員ではない。レコード会社を持っていた事がある。
ロザリー・アプリール
演 - シャロン・アンジェラ
ジャッキーの妻。カーメラとは仲良しで、共にパリへ旅行したことがある。
ジャコモ・アプリール・ジュニア
演 - ジェイソン・セルボーン
ジャッキーの息子で愛称は「ジャッキー・ジュニア」。父親は彼が堅気になる事を望んでいたが、本人はチンピラたちとつるんでいる。トニーの娘、メドウと付き合う。
ガブリエラ・ダンテ
演 - モーリーン・ヴァン・ザント
シルヴィオの妻。
フィル・インティントラ
演 - ポール・シュルツ
神父。通称「ファーザー・フィル」。神に仕える身でありながら、人妻遊び（ただし肉体関係はなし）が好きでトニーたちからは影で貶されている。
ドワイト・ハリス
演 - マット・セルヴィット
FBI特別捜査官。シーズン1からFBIにおけるトニーの相手として登場するが、後にテロ対策課に異動。クリスの下に居たアラブ人の情報を渡すのと引き換えに、トニーにニューヨーク側の情報を教えるようになる。
グロリア・トリロ
演 - アナベラ・シオラ
メルフィのカウンセリングに来ている事でトニーと知り合う。自動車ディーラー勤め。
エリオット・カプファーバーグ
演 - ピーター・ボグダノヴィッチ
メルフィのカウンセラー。メルフィが抱えるマフィアの患者に興味津々。娘の大学がメドウと同じで、一度自動車越しにトニーと邂逅した事がある。

## エピソード一覧

### シーズン一覧
| シーズン | シーズン  | エピソード | 米国での放送日                | 米国での放送日                |
| シーズン | シーズン  | エピソード | 初回                          | 最終回                        |
| -------- | --------- | ---------- | ----------------------------- | ----------------------------- |
|          | 1         | 13         | 1999年1月10日                 | 1999年4月4日                  |
|          | 2         | 13         | 2000年1月16日                 | 2000年4月9日                  |
|          | 3         | 13         | 2001年3月4日                  | 2001年5月20日                 |
|          | 4         | 13         | 2002年9月15日                 | 2002年12月8日                 |
|          | 5         | 13         | 2004年3月7日                  | 2004年6月6日                  |
|          | 6: Part 1 | 12         | 2006年3月12日                 | 2006年6月4日                  |
|          | 6: Part 2 | 9          | 2007年4月8日                  | 2007年6月10日                 |
| トータル | トータル  | 86         | 1999年1月10日 – 2007年6月10日 | 1999年1月10日 – 2007年6月10日 |

### シーズン1 （1999年）
| 通算 | 話数 | タイトル | 原題                               | 監督                   | 米国放送日    |
| ---- | ---- | -------- | ---------------------------------- | ---------------------- | ------------- |
| 1    | 1    | 家族     | The Sopranos                       | David Chase            | 1999年1月10日 |
| 2    | 2    | 受難     | 46 Long                            | ダン・アティアス       | 1999年1月17日 |
| 3    | 3    | 報復     | Denial, Anger, Acceptance          | Nick Gomez             | 1999年1月24日 |
| 4    | 4    | 秘密     | Meadowlands                        | John Patterson         | 1999年1月31日 |
| 5    | 5    | 真相     | Pink Cupcakes                      | Allen Coulter          | 1999年2月7日  |
| 6    | 6    | 悪夢     | Pax Soprana                        | アラン・テイラー       | 1999年2月14日 |
| 7    | 7    | 宿命     | Down Neck                          | Lorraine Senna Ferrara | 1999年2月21日 |
| 8    | 8    | 伝説     | The Legend of Tennessee Moltisanti | ティム・ヴァン・パタン | 1999年2月28日 |
| 9    | 9    | 露見     | Boca                               | Andy Wolk              | 1999年3月7日  |
| 10   | 10   | 標的     | A Hit Is a Hit                     | Matthew Penn           | 1999年3月14日 |
| 11   | 11   | 殺意     | Nobody Knows Anything              | Henry J. Bronchtein    | 1999年3月21日 |
| 12   | 12   | 幻想     | Isabella                           | Allen Coulter          | 1999年3月28日 |
| 13   | 13   | 憎悪     | I Dream of Jeannie Cusamano        | John Patterson         | 1999年4月4日  |

### シーズン2 （2000年）
| 通算 | 話数 | タイトル | 原題                                      | 監督                   | 米国放送日    |
| ---- | ---- | -------- | ----------------------------------------- | ---------------------- | ------------- |
| 14   | 1    | 再生     | Guy Walks into a Psychiatrist's Office... | Allen Coulter          | 2000年1月16日 |
| 15   | 2    | 拒絶     | Do Not Resuscitate                        | Martin Bruestle        | 2000年1月23日 |
| 16   | 3    | 野望     | Toodle Fucking-Oo                         | リー・タマホリ         | 2000年1月30日 |
| 17   | 4    | 取引     | Commendatori                              | ティム・ヴァン・パタン | 2000年2月6日  |
| 18   | 5    | 困惑     | Big Girls Don't Cry                       | ティム・ヴァン・パタン | 2000年2月13日 |
| 19   | 6    | 賭博     | The Happy Wanderer                        | John Patterson         | 2000年2月20日 |
| 20   | 7    | 選択     | D-Girl                                    | Allen Coulter          | 2000年2月27日 |
| 21   | 8    | 銃撃     | Full Leather Jacket                       | Allen Coulter          | 2000年3月5日  |
| 22   | 9    | 生還     | From Where to Eternity                    | Henry J. Bronchtein    | 2000年3月12日 |
| 23   | 10   | 証人     | Bust Out                                  | John Patterson         | 2000年3月19日 |
| 24   | 11   | 軟禁     | House Arrest                              | ティム・ヴァン・パタン | 2000年3月26日 |
| 25   | 12   | 絶望     | The Knight in White Satin Armor           | Allen Coulter          | 2000年4月2日  |
| 26   | 13   | 暗示     | Funhouse                                  | John Patterson         | 2000年4月9日  |

### シーズン3 （2001年）
| 通算 | 話数 | タイトル | 原題                                 | 監督                   | 米国放送日    | 視聴者数 (万人) |
| ---- | ---- | -------- | ------------------------------------ | ---------------------- | ------------- | --------------- |
| 27   | 1    | 盗聴     | Mr. Ruggerio's Neighborhood          | Allen Coulter          | 2001年3月1日  | 1,126           |
| 28   | 2    | 禁忌     | Proshai, Livushka                    | ティム・ヴァン・パタン | 1,135         |                 |
| 29   | 3    | 儀式     | Fortunate Son                        | Henry J. Bronchtein    | 2001年3月11日 | 837             |
| 30   | 4    | 衝動     | Employee of the Month                | John Patterson         | 2001年3月18日 | 796             |
| 31   | 5    | 制裁     | Another Toothpick                    | ジャック・ベンダー     | 2001年3月25日 | 740             |
| 32   | 6    | 非情     | University                           | Allen Coulter          | 2001年4月1日  |                 |
| 33   | 7    | 共犯     | Second Opinion                       | ティム・ヴァン・パタン | 2001年4月8日  | 921             |
| 34   | 8    | 蠱惑     | He Is Risen                          | Allen Coulter          | 2001年4月15日 | 860             |
| 35   | 9    | 密会     | The Telltale Moozadell               | ダン・アティアス       | 2001年4月22日 | 864             |
| 36   | 10   | 亡霊     | ...To Save Us All from Satan's Power | ジャック・ベンダー     | 2001年4月29日 | 844             |
| 37   | 11   | 逃亡     | Pine Barrens                         | スティーヴ・ブシェミ   | 2001年5月6日  | 879             |
| 38   | 12   | 破滅     | Amour Fou                            | ティム・ヴァン・パタン | 2001年5月13日 | 581             |
| 39   | 13   | 決断     | Army of One                          | John Patterson         | 2001年5月20日 | 946             |

### シーズン4 （2002年）
| 通算 | 話数 | タイトル | 原題                             | 監督                   | 米国放送日     | 視聴者数 (万人) |
| ---- | ---- | -------- | -------------------------------- | ---------------------- | -------------- | --------------- |
| 40   | 1    | 接触     | For All Debts Public and Private | Allen Coulter          | 2002年9月15日  | 1,343           |
| 41   | 2    | 拘束     | No Show                          | John Patterson         | 2002年9月22日  | 1,121           |
| 42   | 3    | 決意     | Christopher                      | ティム・ヴァン・パタン | 2002年9月29日  | 1,097           |
| 43   | 4    | 暗殺     | The Weight                       | ジャック・ベンダー     | 2002年10月6日  | 1,067           |
| 44   | 5    | 憔悴     | Pie-O-My                         | Henry J. Bronchtein    | 2002年10月13日 | 976             |
| 45   | 6    | 後悔     | Everybody Hurts                  | スティーヴ・ブシェミ   | 2002年10月20日 | 1,046           |
| 46   | 7    | 告白     | Watching Too Much Television     | John Patterson         | 2002年10月27日 | 972             |
| 47   | 8    | 代償     | Mergers and Acquisitions         | ダン・アティアス       | 2002年11月3日  | 1,097           |
| 48   | 9    | 芝居     | Whoever Did This                 | ティム・ヴァン・パタン | 2002年11月10日 | 983             |
| 49   | 10   | 抹殺     | The Strong, Silent Type          | アラン・テイラー       | 2002年11月17日 | 1,068           |
| 50   | 11   | 予兆     | Calling All Cars                 | ティム・ヴァン・パタン | 2002年11月24日 | 1,112           |
| 51   | 12   | 決裂     | Eloise                           | James Hayman           | 2002年12月1日  | 1,107           |
| 52   | 13   | 評決     | Whitecaps                        | John Patterson         | 2002年12月8日  | 1,248           |

### シーズン5 （2004年）
| 通算 | 話数 | タイトル | 原題                         | 監督                       | 米国放送日    | 視聴者数 (万人) |
| ---- | ---- | -------- | ---------------------------- | -------------------------- | ------------- | --------------- |
| 53   | 1    | 紛糾     | Two Tonys                    | ティム・ヴァン・パタン     | 2004年3月7日  | 1,343           |
| 54   | 2    | 帰還     | Rat Pack                     | アラン・テイラー           | 2004年3月14日 | 1,214           |
| 55   | 3    | 禁圧     | Where's Johnny?              | John Patterson             | 2004年3月21日 | 997             |
| 56   | 4    | 対立     | All Happy Families...        | ロドリゴ・ガルシア         | 2004年3月28日 | 1,011           |
| 57   | 5    | 接近     | Irregular Around the Margins | Allen Coulter              | 2004年4月4日  | 969             |
| 58   | 6    | 背徳     | Sentimental Education        | ピーター・ボグダノヴィッチ | 2004年4月11日 | 993             |
| 59   | 7    | 追憶     | In Camelot                   | スティーヴ・ブシェミ       | 2004年4月18日 | 908             |
| 60   | 8    | 暗躍     | Marco Polo                   | John Patterson             | 2004年4月25日 |                 |
| 61   | 9    | 古傷     | Unidentified Black Males     | ティム・ヴァン・パタン     | 2004年5月2日  | 896             |
| 62   | 10   | 激情     | Cold Cuts                    | マイク・フィギス           | 2004年5月9日  | 848             |
| 63   | 11   | 訃音     | The Test Dream               | Allen Coulter              | 2004年5月16日 | 953             |
| 64   | 12   | 引鉄     | Long Term Parking            | ティム・ヴァン・パタン     | 2004年5月23日 | 950             |
| 65   | 13   | 永訣     | All Due Respect              | John Patterson             | 2004年6月6日  | 1,098           |

### シーズン6 （2006年 - 2007年）
| 通算   | 話数 | タイトル | 原題                                 | 監督                   | 米国放送日    | 視聴者数 (万人) |
| Part 1 |      |          |                                      |                        |               |                 |
| ------ | ---- | -------- | ------------------------------------ | ---------------------- | ------------- | --------------- |
| 66     | 1    | 錯乱     | Members Only                         | ティム・ヴァン・パタン | 2006年3月12日 | 947             |
| 67     | 2    | 昏睡     | Join the Club                        | デヴィッド・ナッター   | 2006年3月19日 | 918             |
| 68     | 3    | 重責     | Mayham                               | ジャック・ベンダー     | 2006年3月26日 | 890             |
| 69     | 4    | 生命     | The Fleshy Part of the Thigh         | アラン・テイラー       | 2006年4月2日  |                 |
| 70     | 5    | 祝宴     | Mr. & Mrs. John Sacrimoni Request... | スティーヴ・ブシェミ   | 2006年4月9日  | 858             |
| 71     | 6    | 真偽     | Live Free or Die                     | ティム・ヴァン・パタン | 2006年4月16日 | 794             |
| 72     | 7    | 斜陽     | Luxury Lounge                        | Danny Leiner           | 2006年4月23日 | 850             |
| 73     | 8    | 未遂     | Johnny Cakes                         | ティム・ヴァン・パタン | 2006年4月30日 | 854             |
| 74     | 9    | 聖者     | The Ride                             | アラン・テイラー       | 2006年5月7日  | 850             |
| 75     | 10   | 苦悩     | Moe n' Joe                           | Steve Shill            | 2006年5月14日 | 766             |
| 76     | 11   | 感傷     | Cold Stones                          | ティム・ヴァン・パタン | 2006年5月21日 | 764             |
| 77     | 12   | 調和     | Kaisha                               | アラン・テイラー       | 2006年6月4日  | 842             |
| Part 2 |      |          |                                      |                        |               |                 |
| 78     | 13   | 波紋     | Soprano Home Movies                  | ティム・ヴァン・パタン | 2007年4月8日  | 766             |
| 79     | 14   | 末期     | Stage 5                              | アラン・テイラー       | 2007年4月15日 | 740             |
| 80     | 15   | 厄災     | Remember When                        | Phil Abraham           | 2007年4月22日 | 685             |
| 81     | 16   | 窮塞     | Chasing It                           | ティム・ヴァン・パタン | 2007年4月29日 | 716             |
| 82     | 17   | 孤独     | Walk Like a Man                      | Terence Winter         | 2007年5月6日  | 720             |
| 83     | 18   | 葬送     | Kennedy and Heidi                    | アラン・テイラー       | 2007年5月13日 | 650             |
| 84     | 19   | 臨海     | The Second Coming                    | ティム・ヴァン・パタン | 2007年5月20日 | 730             |
| 85     | 20   | 血戦     | The Blue Comet                       | アラン・テイラー       | 2007年6月3日  | 802             |
| 86     | 21   | 哀愁     | Made in America                      | David Chase            | 2007年6月10日 | 1,190           |

## トリビア
- マーティン・スコセッシのギャング映画『グッドフェローズ』の出演者が本作にも多数出演している。メルフィ役のロレイン・ブラッコ、クリス役のマイケル・インペリオリ、ポーリー役のトニー・シリコ、ビッグ・プッシー役のヴィンセント・パストーレ、フィル役のフランク・ヴィンセント、ラリー役のトニー・ダロウ、カーマイン役のトニー・リップ、パット・ブランデット役のフランク・アルバネス、カーメラの母メアリー役のスーザン・シェパード、ビーンジー役のポール・ハーマン、FBIフランク捜査官役のフランク・ペレグリノなど。
- 豪華なゲストスターが多数出演している。ロバート・パトリック、ジョン・ファブロー、アリシア・ウィット、アナベラ・シオラ、トビン・ベル、ジャン・ユーグ・アングラード、デヴィッド・ストラザーン、ベン・キングスレー、ローレン・バコール、ダニエル・ボールドウィンなど。
- スティーヴ・ブシェミが第37話「逃亡」、第45話「後悔」、第59話「追憶」、第70話「祝宴」の監督を務めている。
- ダンテ夫妻を演じるスティーブン・ヴァン・ザントとモーリーン・ヴァン・ザントは実際の夫婦。
- クリス役のマイケル・インペリオリはいくつかの話で脚本を書いている。劇中でのクリスも脚本を書き、シーズン6パート2では映画を完成させている。
- 作中に度々登場するハリソン・フォード主演の映画『逃亡者』にはラルフィ役のジョー・パントリアーノが出演している。
- シルヴィオがアル・パチーノのモノマネをする名台詞「Just when I thought I was out, They pull me back in」は有名になり、後にスティーヴン・ヴァン・ザントがPCゲームのCMに宣伝キャラクターとして出演した。
- 本国では本作のコンピュータゲームが発売されている（日本未発売）。また本作のピンボールも存在し、こちらは日本でも稼働している。
- ヒラリー・クリントンが本作のラストシーンをパロディとした宣伝コマーシャルを作っている。ジョニー・サック役のヴィンセント・カラトーラも出演した。
- 2018年5月18日放送のNBCのコメディ番組サタデー・ナイト・ライブのコールド・オープン（オープニングアクト）にて本作のラストシーンのパロディスケッチを放送している。
内容はアレック・ボールドウィン演じるドナルド・トランプ大統領が本作のトニーの役どころとして深夜のダイナーに入る。ジュークボックスでジャーニーのドント・ストップ・ビリーヴィンをかけるとケイト・マッキノン演じるルディ・ジュリアーニ、ベン・スティラー演じるマイケル・コーエン、マイキー・デイ演じるドナルド・トランプ・ジュニアが順番に入って一つのテーブルに着く。最後にロバート・デ・ニーロ演じるロバート・モラーが店に入り、トランプに「俺はお前を見ているぞ」というジェスチャーをしたところで暗転する。というもの。
これは「所謂『ロシアゲート』の捜査で追い詰められるトランプ大統領[2]」を風刺したものである。
- 2013年6月19日、主演のジェームズ・ガンドルフィーニが51歳で急死、6月27日にニューヨークで営まれた葬儀には、多くの共演者が参列した[3][4]。
- 2021年に本ドラマシリーズの前日譚となる映画『ソプラノズ ニューアークに舞い降りたマフィアたち』が公開され、主演を務めたガンドルフィーニが演じたトニー・ソプラノの若き頃をガンドルフィーニの息子のマイケル・ガンドルフィーニが演じた[5][6][7][8]。